# Gertrud Lerbs-Bernecker
Gertrud Lerbs-Bernecker (* 5. März 1902 in Rogehnen, Ostpreußen; † 6. Mai 1968 in Lüneburg) war eine deutsche Graphikerin.

## Leben
1915 begann sie ihre Ausbildung an der Kunst- und Gewerkschule in Königsberg (Preußen). 1918 ging sie an die Kunstakademie Königsberg. Als Meisterschülerin von Heinrich Wolff war sie die erste Frau, die ein Atelier an der Kunstakademie erhielt. Ihr Entwurf eines Glasfensters für die Kirche von Guttstadt erhielt den 1. Preis. Sie heiratete den Maler Kurt Bernecker. 
Sie war in Bautzen Schülerin von Johannes Wüsten. Mit Wüsten, Lotte Wegeleben und dem Glasarbeiter Josef Bankay aus Penzig bildete sie bis 1931 die vielgelobte Bautzener Stechergruppe, die gemeinsam ihre Kupferstiche ausstellte.
Sie begann mit der Illustration ostpreußischer Märchen, wandte sich aber mehr und mehr der Landschaft Ostpreußens und sozialen Problemen zu. Ihre Werke wurden u. a. bei Fritz Gurlitt in Berlin (1930), Danzig (1937) und Düsseldorf ausgestellt.
1935 wurden ihre Steinzeichnungen, Kupferstiche, Originalzeichnungen und Aquarelle in sieben Sälen des Königsberger Schlosses ausgestellt. Der Freistaat Preußen und die Provinz Ostpreußen kauften einige Werke. Die „Wanderdüne“ wurde später vom Kupferstichkabinett Berlin erworben. 1937 wurden in der Nazi-Aktion „Entartete Kunst“ aus dem Stadtbesitz von Berlin ihr Aquarell Segelboote beschlagnahmt und vernichtet.
An Multipler Sklerose erkrankt, konnte sie 1943 die angebotene Professur an der Königsberger Kunstakademie nicht annehmen. Am Ende des Zweiten Weltkriegs aus Ostpreußen geflohen, kam sie in Lüneburg unter und wurde in der Nachkriegszeit eine der bekanntesten Künstlerinnen Deutschlands. Ihr Zyklus von Lithographien zu Flucht und Vertreibung wurde in Lüneburg und Hamburg ausgestellt. Als sie mit 66 Jahren gestorben war, übernahm die Stadt Lüneburg ihren und ihres Mannes Nachlass.

## Ehrungen
- Goldene Medaille der Künste (1924)
- Medaille für hervorragende Leistungen preußischer Kunsthochschüler der Preußischen Akademie der Künste (1928)
- Kulturpreis der Landsmannschaft Ostpreußen (1963)

## Werke (Auswahl)
- Mutter und Kind. Breslau 1925
- Lithographien. Kassel 1948
- Wehret dem Unheil
- Letztes Bildnis von Fritz Schumacher (1947)
- Hochzeit im ostpreußischen Oberland
- Der Weg ist noch nicht zu Ende (1949)